# Gauchito
Gauchito is de mascotte van het Wereldkampioenschap voetbal 1978, dat werd gehouden in Argentinië.
De beeltenis van Gauchito bestaat uit een jongetje, een zogenaamde gaucho, met een blauwe hoed. Op de klep van zijn hoofddeksel staat in witte letters ARGENTINA 78. Hij draagt het shirt van het Argentijns voetbalelftal en is veelal aan het voetballen. Hij heeft een zweep in zijn rechterhand en draagt een gele halsdoek. De hoed, zweep en doek zijn verwijzingen naar de inwoners van de Gaucho. Zijn naam betekent kleine gaucho.
1966: Willie ·
1970: Juanito ·
1974: Tip en Tap ·
1978: Gauchito ·
1982: Naranjito ·
1986: Pique ·
1990: Ciao ·
1994: Striker ·
1998: Footix ·
2002: Ato, Kaz en Nik ·
2006: Goleo VI ·
2010: Zakumi ·
2014: Fuleco ·
2018: Zabivaka ·
2022: La'eeb